# Phaeosphaeria spartinicola
Phaeosphaeria spartinicola är en svampart som beskrevs av Leuchtm. 1991. Phaeosphaeria spartinicola ingår i släktet Phaeosphaeria och familjen Phaeosphaeriaceae.   Inga underarter finns listade i Catalogue of Life.